# Il sorpasso
Il sorpasso è un film italiano del 1962 diretto da Dino Risi.
La pellicola, generalmente considerata il capolavoro del regista milanese ed uno dei capisaldi della commedia all'italiana, costituisce uno degli affreschi cinematografici più rappresentativi dell'Italia del cosiddetto miracolo economico a cavallo degli anni cinquanta e sessanta.

## Trama
A Roma, la mattina del Ferragosto 1962, Bruno Cortona, trentaseienne vigoroso ed esuberante, amante della guida sportiva e delle belle donne, al volante della sua Lancia Aurelia B24 convertibile, vaga alla ricerca di un pacchetto di sigarette e di un telefono pubblico. Lo accoglie in casa Roberto Mariani, studente di legge al quarto anno, rimasto in città per preparare gli esami. Dopo la telefonata, Bruno chiede a Roberto di fargli compagnia: i due, sulla spinta dell'esuberanza e dell'invadenza di Bruno, intraprendono un viaggio in auto lungo la via Aurelia, a velocità sostenuta, che li porta in direzione della Toscana, a Castiglioncello, raggiungendo mete occasionali sempre più distanti. Durante il viaggio verso il nord e verso il mare, arrivano anche a far visita ad alcuni parenti di Roberto, prima, e alla figlia e all'ex-moglie di Bruno, poi.
Il giovane Roberto è più volte sul punto di abbandonare Bruno, ma sia il caso, sia una certa inconfessabile attrazione, mascherata da una certa arrendevolezza, tengono unita l'assortita coppia di amici occasionali, in un viaggio che diventa per Roberto anche un percorso di iniziazione alla vita. Egli infatti si allontana dai miti e dai timori giovanili e inizia la rilettura delle proprie relazioni familiari, dell'amore e dei rapporti sociali, sino alla tragica conclusione che si materializza durante l'ennesimo sorpasso avventato: per evitare l'impatto frontale con un camion, Bruno sterza violentemente e finisce per urtare un paracarro. Nell'impatto, Bruno viene sbalzato fuori dall'auto riuscendo così a salvarsi, mentre Roberto, rimasto a bordo, perde la vita finendo in una scarpata coi rottami della Lancia. Agli agenti intervenuti Bruno confesserà, dato il tempo limitato trascorso con il ragazzo, di non conoscerne neppure il cognome.

## Produzione

### Soggetto
Da principio una pellicola in cantiere della casa di Dino De Laurentiis, il soggetto era stato scritto originariamente per Alberto Sordi nel ruolo di Bruno Cortona e doveva intitolarsi Il giretto. Quando poi, a seguito della disdetta della lavorazione da parte di De Laurentiis, il progetto venne rilevato da Mario Cecchi Gori, il ruolo venne da quest'ultimo riassegnato a Vittorio Gassman, poiché a quel tempo Sordi aveva un'esclusiva con la De Laurentiis. Il cambio di scritturazione andò benissimo a Dino Risi, a cui Cecchi Gori impose la sola condizione di girare il tutto in non più di sessanta giorni, per evitare così che Gassman andasse "in prorata" (clausola contrattuale che prevedeva un aumento sostanzioso dell'ingaggio fino a due, tre o quattro volte quello iniziale).
Benché vengano accreditati quali soggettisti lo stesso Risi e gli sceneggiatori Ruggero Maccari ed Ettore Scola, autori accreditati anche per la sceneggiatura, Rodolfo Sonego affermò d'essere stato in realtà lui l'autore effettivo del soggetto, che avrebbe poi venduto alla De Laurentiis senza che, al cambio di consegne tra i due produttori, ne risultasse infine accreditato. La faccenda tuttavia non ebbe alcun seguito legale: né Rodolfo Sonego, né la De Laurentiis, intentarono causa, sebbene lo stesso Sonego avesse asserito che comunque Il sorpasso, nella realizzazione di Mario Cecchi Gori, fosse molto fedele al soggetto da lui scritto.

### Cast
Intervistato in occasione del cinquantenario del film, nel 2012, Jean-Louis Trintignant dichiarò che venne scelto solamente perché assomigliava alla sua controfigura. In effetti lo stesso Risi, in un testo per l'Unità, aveva raccontato così la scelta: «Cominciai il film (…) senza sapere chi sarebbe stato il compagno di Bruno Cortona: sapevo solo che doveva essere di piccola statura, biondo e, naturalmente, giovane». Quindi fu scelta una controfigura con queste caratteristiche ancor prima d'avervi scritturato l'interprete vero e proprio; soltanto in seguito il regista fece arrivare da Parigi l'attore francese, «per me sconosciuto, Jean-Louis Trintignant. Lo vidi e dissi subito: "è lui". Gentile, timido, educato, era il perfetto antagonista di Gassman»; nei titoli di testa, comunque, il nome di Trintignant viene dopo quello della Spaak.
Una delle due turiste nel cimitero militare tedesco di Pomezia (RM) è Annette Strøyberg, con la quale Gassman avrà, successivamente, un'importante relazione sentimentale. Nella scena della partita di ping pong in spiaggia s'intravedono l'allora ventenne Vittorio Cecchi Gori, figlio del produttore del film ed egli stesso futuro produttore ed anche Paola Gassman, figlia di Vittorio e il giovanissimo Giancarlo Magalli seduto su una ringhiera. In una scena in cui si possono vedere due ragazzi che giocano a ping-pong, questi sono Andrea e Carlo Giordana, figli di Claudio Gora.

### Riprese

Catherine Spaak e Vittorio Gassman in una scena del film

Le prime scene a venir girate furono proprio quelle che aprono il film: le riprese furono effettivamente realizzate nel periodo di Ferragosto e, siccome Risi non aveva ancora scelto l'interprete di Roberto Mariani, usò una controfigura, sia quando il giovane appare alla finestra, sia nella parte iniziale del viaggio, con il transito in piazza di Spagna, piazza del Popolo e piazza San Pietro: le inquadrature sono sempre in campo lungo, e quando l'auto passa davanti alla macchina da presa, il figurante si copre il viso.
Le scene iniziali del film, con Bruno Cortona che percorre in auto strade assolate e deserte della Roma periferica, furono tutte girate nella zona detta della Balduina, il quartiere romano che negli anni sessanta era abitato da numerosi attori e cantanti e che in quegli anni giunse a simboleggiare il cosiddetto boom economico. Nei condomìni borghesi di recente costruzione, infatti, convivevano impiegati statali e ricchi commercianti, avvocati ed importanti imprenditori edili, spesso definiti con disprezzo palazzinari. Quando Bruno fa nuovamente una sosta, questa volta per bere a una fontanella, si avvede di un giovane affacciato alla finestra.
In realtà, come detto, colui che appare alla finestra non è Trintignant, ma una controfigura, scelta con le caratteristiche del giovane che Risi aveva immaginato, ripresa in penombra e in campo lungo; inoltre, il vero palazzo usato per l'abitazione di Roberto si trova in un altro quartiere romano, quindi il dialogo fra i due personaggi è un montaggio di scene girate in tempi e luoghi diversi, con interpreti diversi. La cosa si può capire da alcuni particolari: quando Bruno guarda in alto, la persona pare portare gli occhiali e la finestra è grande, del tipo a tre vetri, dei quali solo uno è chiuso; quando è invece inquadrato Trintignant, la finestra è visibilmente più piccola, oltreché di tipo diverso; inoltre dietro alla fontanella – che in teoria è frontale alla finestra – è tutta campagna, ma nella scena in cui Roberto vede la portinaia sul balcone dei vicini, tale balcone risulta dirimpetto alla medesima finestra.
La località di Castiglioncello, frazione di Rosignano Marittimo (provincia di Livorno), fu scelta da Risi su insistenza di Gassman, che vi era solito trascorrere le vacanze con la famiglia e voleva approfittarne nelle pause di lavorazione: il fatto viene riportato, fra gli altri, nel libro Una grande famiglia dietro le spalle di Paola Gassman, nel quale l'attrice racconta che, proprio per tale circostanza, partecipò anche lei alle riprese, debuttando ad appena diciassette anni.
Mario Cecchi Gori, produttore del film, aveva pensato a un finale differente rispetto a quello deciso da Dino Risi, cioè quello di inquadrare i due protagonisti mentre sfrecciavano verso l'avventura, ma questo finale non fu adottato: infatti, i due avevano scommesso che se il giorno seguente all'ultima ripresa ci fosse stato bel tempo avrebbero girato il finale voluto da Dino Risi; in caso contrario avrebbero chiuso il set e adottato il lieto fine di Mario Cecchi Gori. Ma il sole di quel giorno, a detta di Dino Risi, fu bellissimo e splendente e questo comportò la scelta del finale tragico.

## Il film

La scena dell'ultimo sorpasso tra l'Aurelia B24 e una Fiat 2300 S Coupé

Il forte taglio di critica sociale e di costume, seppure nascosto tra le pieghe comiche e divertenti della commedia, ne fa uno dei manifesti del genere cinematografico meglio conosciuto come commedia all'italiana dove compaiono alcuni innovativi e originali caratteri formali.
I personaggi protagonisti di Bruno Cortona e Roberto Mariani, per esempio, superano abbondantemente la caratterizzazione macchiettistica e caricaturale della commedia. Essi risultano psicologicamente completi e definiti (il regista è laureato in medicina e specializzato in psichiatria), soprattutto Trintignant, che dà vita a un ritratto molto intenso di un giovane timido, perdente, ma maturo nella sua coscienza di classe, attratto da schemi sociali di successo, ma allo stesso tempo incardinato a precisi canoni di comportamento mutuati dal proprio gruppo d'appartenenza, la piccola borghesia romana lavoratrice, che con le proprie virtù familiari si contrappone sia all'alta borghesia rampante e arrivista, sia al sottoproletariato urbano, ancora distante dai grandi processi economici.
Dino Risi in realtà si avvarrà totalmente del soggetto scritto dal grande Rodolfo Sonego. Quest'ultimo, addirittura, si impunterá affinché il film termini con la morte di Roberto, elemento che riveste un'importanza determinante nell'intero tessuto del racconto.
Il duello psicologico Bruno-Roberto, giocato sul filo dei 130 chilometri orari, è uno schema nuovo, non consueto nei film di commedia. Come è del tutto innovativo, rispetto alle altre pellicole di genere, il ricorso all'io pensante del giovane Roberto, mediante il quale veniamo a conoscenza della contraddizione tra pensiero e azione che il ragazzo vive a contatto con Bruno, e soprattutto del percorso d'iniziazione erotica e sociale che egli compie. I personaggi protagonisti, così diversi ma in egual misura positivi e negativi, si attraggono e si respingono tra loro, attraendo a loro volta gli spettatori verso due poli distinti e contrapposti d'identificazione sociale: cosa questa che li rende assai diversi dai personaggi sordiani, protagonisti tipici della commedia, accompagnati in genere da un univoco senso di sottile disprezzo o comica compassione.
Il sorpasso segna un'ulteriore differenziazione rispetto ad altre pellicole della commedia all'italiana. In questo film la personalità artistica del regista è più marcata e presente, e non si limita alla sola partecipazione o rifinitura del soggetto. La dinamica delle scene e il succedersi dei piani sono estremamente più elaborati, e sono il frutto di una sola mente ideativa. A volte, la ripresa sfuma nel documentarismo, e i particolari d'ambientazione sono così definiti da somigliare quasi a un cinegiornale del tempo: così, per esempio, nella scena girata nella sala da ballo in riva al mare, quando il regista si sofferma con insistenza sui passi di twist delle comparse. Qui, il regista non è colui che si pone dietro la macchina da presa e si limita a filmare il lavoro corale di una squadra di artigiani, della quale un gruppo di geniali attori fa parte. Risi concepisce personalmente i piani-sequenza, determina a tavolino i ritmi delle scene e delle battute, e, pur lasciando ampio spazio alla creatività dell'attore, decide a priori l'incisività e lo stacco di alcune di esse. Il risultato è leggero, godibile, divertente, nello stile dell'autore, ma al tempo stesso si propone come testimonianza, documentazione e denuncia, allontanandosi molto dai confini della commedia. In alcuni momenti, come quando il giovane studente tenta di salire su un mezzo pubblico nel porto di Civitavecchia, la rappresentazione sociale diventa ultra-realistica, pressoché pasoliniana.
Il sorpasso risulta quindi, come suggerisce del resto il suo stesso titolo, un film assai veloce e ritmato su precisi spunti di accelerazione, e le battute memorabili di Vittorio Gassman chiudono i tanti siparietti che nella pellicola si aprono e si chiudono con continuità, schema questo che ha assai poco di teatrale e molto di cinematografico.
Altri elementi formali fanno del film un'importante novità. La pellicola infatti è considerata da alcuni un vero road-movie ("pellicola di strada"), il primo del genere in Italia, poiché è strutturale il legame che viene vissuto con la strada nello svilupparsi della vicenda narrativa. È la strada, nel suo rapporto attivo e passivo coi due protagonisti, che segna il percorso del soggetto da un punto di partenza preciso (la Roma deserta di un ferragosto qualunque) sino alla tragica curva di Calafuria, poco dopo il paese di Quercianella, sul lungomare toscano.
Bruno e Roberto si allontanano brevissimamente dalla strada ma a essa fanno sempre ritorno, ed è la strada, appunto, la rappresentazione scenica di una nazione che si avvia velocemente alla fine di un sogno, quello del benessere collettivo e generalizzato. Il salto che l'autovettura compie nel vuoto, tra lo sguardo incuriosito di bagnanti distratti, è puro simbolismo. Come sono carichi di simboli la vita spezzata del giovane onesto e ingenuo e il pericolo invece scampato dal suo alter ego Cortona. Essi rappresentano due identità della nazione, giunta a un bivio della propria storia. La prima, quella legata ai princìpi, sarà sedotta e morirà, nella fine di un sogno, lasciando campo libero alla seconda Italia, quella furbesca, individualista e amorale. È forse questa vena pessimistica, questa profonda sfiducia in un certo tipo di uomo italiano, nelle sue reali possibilità, in certi tratti ricorrenti della storia dell'Italia, e questa critica dura alle sue abitudini e alla sua mentalità, che ricollega il film a quel genere, detto appunto commedia all'italiana, del quale è ritenuto da molti un capolavoro.

La Lancia Aurelia B24 nell'episodio finale dell'incidente

Occorre spendere qualche parola in più sui simbolismi che intorno alla strada si raccolgono. Non a caso è la via Aurelia il percorso lungo il quale la vicenda si snoda, l'arteria consolare che esce da Roma e si dirige pigramente verso le riviere di Fregene e dell'alto Lazio, perché è questa la strada che più di altre nel corso degli anni sessanta ha rappresentato un mito collettivo e generazionale: una strada verso la vacanza, l'evasione, il benessere in molteplici rappresentazioni. L'Aurelia ha rappresentato, in certo qual modo, una sintesi sociale. Il suo percorso, muovendo dal centro della città, attraversava dapprima i quartieri borghesi della capitale in crescita, sorti a ridosso del centro storico di Roma, quindi sfiorava le borgate popolari ancora fatiscenti, e, correndo velocemente tra le ultime contrade agricole della bonifica laziale, raggiungeva le spiagge popolari della riviera o i piccoli centri delle facoltose Fregene, Santa Marinella, e via via su sino a Castiglioncello, tra un fiorire di urbanizzazioni selvagge e abusive.
La civiltà che i protagonisti incontrano nel loro viaggio è quindi davvero uno spaccato trasversale di quella società romana che collettivamente si metteva in moto ogni domenica per celebrare il rito della festa, tra soste alle stazioni di servizio, lunghe code d'automobili ed incidenti frontali.
Anche l'automobile, una Lancia Aurelia B24 (l'analogia tra il nome della spider e la via consolare non può, anche questa volta, esser casuale) riflette un simbolismo radicale. La macchina, infatti, era uscita dalle officine nel 1956 e rappresentava allora il prototipo di un'idea di eleganza e raffinatezza, ma ben presto si trasformò nell'ideale dell'automobile aggressiva, prepotente, truccata nel motore e negli allestimenti, tra cui il famosissimo clacson tritonale che accompagna gran parte delle sequenze in auto. In alcune scene del film la si scorge infatti in questa sua immagine. La fiancata destra mostra ancora le lavorazioni di un'officina di carrozziere, le riparazioni non ancora riverniciate, le cicatrici che dovevano testimoniare le battaglie sostenute dall'auto e dal suo pilota (notare che manca anche uno dei due terminali di scarico della vettura). Dino Risi sceglie non casualmente una Lancia Aurelia, poiché essa rappresenta proprio la corruzione di un'idea, quella fiducia nel miracolo economico in Italia, che con gli anni si esaurirà, lasciando il posto a una società divisa e contraddittoria, nella quale solo i cialtroni opportunisti, come Cortona, e i loro pseudovalori morali diventeranno i soggetti protagonisti di un benessere sociale.

La colonna sonora è curata da Riz Ortolani; ma le scene più importanti del film vivono invece su alcuni motivi musicali tra i più in voga in quel periodo.
- Quando quando quando (Tony Renis / Alberto Testa) di Emilio Pericoli
- St. Tropez Twist (Mario Cenci / Giuseppe Faiella) di Peppino Di Capri
- Per un attimo (Paolo Lepore e Luigi Naddeo / Gino Mazzocchi) di Peppino Di Capri
- Don't Play That Song (You Lied) (Ahmet Ertegün / Betty Nelson) di Peppino Di Capri
- Gianni (Nino P. Tassone / Giuseppe Cassia) di Miranda Martino
- Vecchio frak (Domenico Modugno) di Domenico Modugno
- Guarda come dondolo (Carlo Rossi / Edoardo Vianello) di Edoardo Vianello
- Pinne fucile ed occhiali (Carlo Rossi / Edoardo Vianello) di Edoardo Vianello

La trovata può sembrare oggi banale ai più, ma a quel tempo era molto originale, e fu usata come ulteriore caratterizzazione del personaggio e determinazione del contesto.

## Censura
La Commissione di revisione rilasciò regolare nulla osta, limitando la visione ai minori di 14 anni:

## Distribuzione
Il sorpasso uscì in Francia col titolo Le Fanfaron e negli Stati Uniti con il titolo The Easy Life. In America, il film "diventò un fenomeno di culto": Dennis Hopper, il regista del cult movie Easy Rider si è ispirato a Il sorpasso per scrivere il suo soggetto considerato il capolavoro (nonché il capostipite) dei road movie.
Dino Risi raccontò che alla prima erano presenti solo 50 persone. Il film ebbe da subito un «grandissimo successo di pubblico e di critica». Gli incassi successivi furono eccezionali: il film, costato una cifra superiore ai 300 milioni di lire, incassò in 3 anni più di un miliardo. Il sorpasso fu un successo non solo italiano ma internazionale, tanto che in Argentina alcuni credono che "sorpasso" significhi "spaccone".

## Accoglienza

### Incassi
Incasso accertato sino a tutto il 30 giugno 1965 Lit. 1.182.686.541.

### Critica
(Leandro Castellani in Rivista del Cinematografo del 1º gennaio 1963)
(Giacomo Gambetti su Bianco e nero del 1º gennaio 1963)

## Riconoscimenti
Il film è stato anche inserito nella lista dei 100 film italiani da salvare, «100 pellicole che hanno cambiato la memoria collettiva del Paese tra il 1942 e il 1978».
- 1963 - David di Donatello
  - Miglior attore protagonista a Vittorio Gassman
- 1963 - Nastro d'argento
  - Miglior attore protagonista a Vittorio Gassman
  - Candidatura Miglior soggetto a Dino Risi
- 1963 - Festival di Mar del Plata
  - Miglior regista a Dino Risi
  - Candidatura Miglior film straniero a Dino Risi

## Citazioni e riferimenti
- Nell'episodio finale del film Se permettete parliamo di donne di due anni dopo, Vittorio Gassmann guida un'auto spider simile a quella utilizzata ne Il sorpasso, il cui clacson emette lo stesso suono, in un'evidente autocitazione del personaggio protagonista di questa pellicola.
- Nel programma televisivo Il caso Scafroglia, trasmesso dalla televisione italiana nel 2002, Corrado Guzzanti realizzò una parodia del film, utilizzando come personaggi principali Umberto Bossi (come alter ego di Bruno Cortona) e Giulio Tremonti (come alter ego di Roberto Mariani), entrambi interpretati da Guzzanti stesso.
- Il film è citato in uno degli episodi di Un sacco bello di Carlo Verdone.
- L'estate di Bruno Cortona. Castiglioncello nell'anno del Sorpasso è un documentario del 2012 di Gloria De Antoni con la collaborazione di Oreste De Fornari, girato sui luoghi della località di villeggiatura, con interviste ad attori, comparse e testimoni del set del film di Risi.
- Nel quiz Reazione a catena - L'intesa vincente ogni volta che una delle due squadre supera il montepremi dell'altra si sente il clacson della Lancia Aurelia B24.
- La scena iniziale del film L'ombrellone, sempre diretto da Dino Risi, richiama l'inizio di questo film, mostrando anch'essa un'auto che sfreccia in una Roma deserta.
- Nel film 13dici a tavola di Enrico Oldoini il protagonista Giancarlo Giannini in casa sua sta guardando Il sorpasso su DVD e nel flashback rappresentato nella scena successiva l'auto con a bordo Kasia Smutniak e Nicolas Vaporidis passa davanti a un muro dove è affisso il manifesto del film. Lo stesso personaggio interpretato da Giannini rivivrà la scena finale del film finendo fuori strada, fortunatamente cavandosela con poche ammaccature.
- Per il film Mordi e fuggi diretto dieci anni dopo dallo stesso Dino Risi fu girato un finale alternativo, poi scartato in fase di montaggio, dove Marcello Mastroianni a bordo di un Volkswagen Maggiolino cabriolet guidato da Renzo Marignano torna verso casa ripercorrendo in senso inverso il tratto di via Aurelia, quindi dalla torre di Calafuria verso Quercianella.